# 767
Раннє Середньовіччя. У Східній Римській імперії продовжується правління Костянтина V. Більшу частину території Італії займає Лангобардське королівство, Рим і Равенна під управлінням Папи Римського, деякі області на півночі та на півдні належать Візантії. У Франкському королівстві править король Піпін Короткий. Піренейський півострів окрім Королівства Астурія займає Кордовський емірат. В Англії триває період гептархії. Центр Аварського каганату лежить у Паннонії. Існують слов'янські держави: Карантанія та Перше Болгарське царство.
Аббасидський халіфат займає великі території в Азії та Північній Африці У Китаї править династія Тан. В Індії почалося піднесення імперії Пала. В Японії продовжується період Нара. Хазарський каганат підпорядкував собі кочові народи на великій степовій території між Азовським морем та Аралом. Територію на північ від Китаю займає Уйгурський каганат.
На території лісостепової України в VIII столітті виділяють пеньківську й корчацьку археологічні культури. У VIII столітті продовжилося швидке розселення слов'ян. У Північному Причорномор'ї співіснують різні кочові племена, зокрема булгари, хозари, алани, авари, тюрки, кримські готи.

## Події
- Франський король Піпін Короткий продовжує успішну війну проти Аквітанії. Він захопив Тулузу.
- Бербери-хариджити заволоділи Іфрикією, але не змогли взяти Кайруан.
- В Хорасані продовжується повстання зороастрійців.
- Після смерті Папи Римського Павла I новим понтифіком себе оголосив при підтримці натовпу Костянтин, однак він був тільки мирянином, а тому вважається антипапою.
- У Першому Болгарському царстві після смерті хана Токту почався безлад.

## Народились
- 19 вересня — Сайтьо, визначний японський чернець, засновник буддистської школи Тендай-сю в Японії.